# Земля гуде
Земля гуде — повість українського письменника Олеся Гончара, написана у 1947 році. Твір розповідає про діяльність підпільної організації «Нескорена полтавчанка» під час окупації нацистськими військами Полтави у роки Другої світової війни. Вперше повість друкувалася у 1947 році у газеті «Молодь України», журналі «Дніпро»,  виходила у видавництвах «Молодь» та «Радянський письменник». У 1950 році була опублікована доповненим виданням у «Молоді». Двічі видавалася під назвою «Нескорена Полтавчанка» у «Молоді» та «Дніпрі» у 1965 році.

## Сюжет
Події, описані у повісті, відбуваються у Полтаві протягом 1941-1943 років від початку її окупації нацистами до звільнення.
Студентка Харківського університету, колишня випускниця Полтавської школи №10 Ляля (Олена) Убийвовк, після закінчення 3-го курсу перебуває вдома у батьків, де її застає звістка про війну.
Від секретаря Полтавського обласного партійного комітету Ляля отримує завдання та настанови щодо створення у місті підпільної організації.
Після захвату Полтави гітлерівськими військами, Ляля разом із своїми університетськими та шкільними друзями організовує підпільну групу, яку називають «Нескорена Полтавчанка». Члени групи збирають радіо, отримуючи змогу узнавати новини щодо подій на фронті та розповсюджують цю інформацію у місті через листівки. Згодом «Нескорена Полтавчанка» налагоджує зв'язки із іншими підпільними групами Полтави та партизанськими загонами у районі.
З метою рятування радянських військовополонених, група, за допомогою лікаря, організовує втечу поранених бійців із німецького шпиталю. Серед врятованих була Галина Королькова, колишня медсестра-фронтовичка, яка згодом стає членом організації. Невдовзі вона вирушає за лінію фронту, але при переході фронтової смуги її затримують німецькі розвідники. На допиті, не витримавши катувань, Королькова розповідає все про «Нескорену Полтавчанку» і членів групи заарештовують.
Під час допитів Ляля, зустрічаючи своїх товаришів, радиться із ними, намагаючись хоч когось врятувати.
Одного разу, перебуваючи у тюремній камері, вона чує як гуде земля. То був початок радянського наступу. У полтавчан зажевріла надія на звільнення міста. Але радянські війська відступили.
Гітлерівці продовжували слідство та після тривалих допитів члени «Нескореної Полтавчанки» були розстріляні.